# Parnans
Parnans este o comună în departamentul Drôme din sud-estul Franței. În 2009 avea o populație de 651 de locuitori.

## Evoluția populației
| An        | 1975 | 1982 | 1990 | 1999 | 2006 | 2009 |
| --------- | ---- | ---- | ---- | ---- | ---- | ---- |
| Populație | 357  | 435  | 458  | 476  | 603  | 651  |